# Clarinette de basset
Pour les articles homonymes, voir Clarinette (homonymie).
La clarinette de basset ou clarinette en la de basset est une clarinette similaire à la clarinette ordinaire mais plus longue et avec des clés supplémentaires pour permettre de jouer plusieurs notes graves supplémentaires. Généralement, une clarinette de basset peut atteindre l'ut ou le si grave,, par comparaison avec la clarinette soprano usuelle en si bémol limitée au mi grave.
Elle est le plus souvent un instrument transpositeur accordé en la, bien que des clarinettes de basset en ut et en si bémol aient existé aussi.
Stephen Fox a fabriqué une « clarinette de basset / cor de basset en sol ». Le cor de basset éponyme est aussi une clarinette disposant d'un ambitus étendu dans le grave, mais est accordé dans une tonalité plus basse (typiquement en fa) ; les cors de basset ont précédé, et sans doute inspiré, la clarinette de basset.
La clarinette de basset a été inventée en 1788 par le facteur d'instruments Theodor Lotz (1746-1792) et le clarinettiste virtuose Anton Stadler : un contemporain et grand ami de Mozart. Pour cet instrument, Mozart a composé son Quintette avec clarinette en la majeur, K.581 et le Concerto pour clarinette en la majeur, K.622. Le concerto est en partie basé sur un fragment antérieur d'un Concerto pour cor de basset en sol, K.584b. L'air de la mezzo-soprano Sesto (« Parto, parto, ma tu ben mio ») de l'acte I du dernier opéra de Mozart, La clemenza di Tito, est écrit également avec un accompagnement de clarinette de basset en si bémol obligé. Le jeu d'Anton Stadler avec cet instrument était très expressif, pour lequel un critique contemporain (1785) a fait l'éloge : « On n'aurait jamais pensé qu'une clarinette puisse imiter la voix humaine à un tel degré de perfection ». En outre, Anton Stadler mérite une attention remarquable pour les améliorations techniques qu'il a apportées à la clarinette et au cor de basset à cinq clefs de l'époque doté uniquement de deux clefs supplémentaires (mi grave et ré grave). Au cor de basset, il a ajouté les clés de do dièse et de ré dièse, et il a étendu la clarinette jusqu'aux demi-degrés mi bémol, ré, do dièse et do. Comme ces notes supplémentaires atteignent le registre du cor de basset, Jirí Kratochvíl a baptisé cet instrument étendu « clarinette de basset » en 1956.

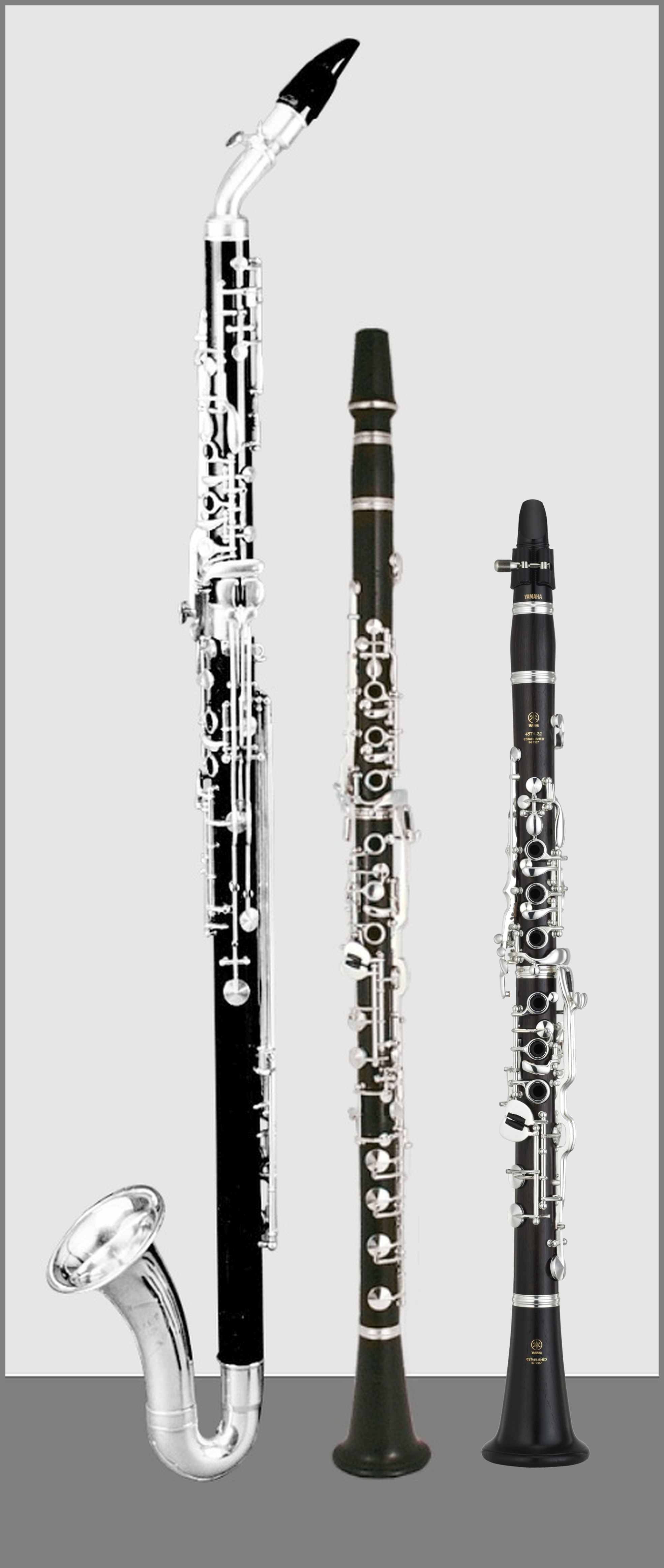
Cor de basset, clarinette de basset, clarinette normale.

## Description de l'instrument

Clarinette de basset, ca. 1800 (conservée au musée des Arts et Métiers de Hambourg).

Une clarinette de basset est une clarinette en la avec une extension d'une tierce majeure ou un quarte juste dans le registre grave. Elle est en effet proche du cor de basset en fa ou en sol. Grâce au concerto pour clarinette de Mozart, œuvre majeure, la clarinette de basset demeure un instrument intéressant en dépit de son répertoire limité. Pour ce concerto, l'extension doit être chromatique et la forme du cor de basset viennois n'est pas adaptée pour cela. Il a longtemps été difficile de savoir à quoi cet instrument pouvait ressembler. Dans une bibliothèque de Riga (Lettonie) ont été trouvés en 1992 des programmes de concerts donnés par Anton Stadler en 1784. Sur deux de ces programmes, une gravure représente l'instrument de Stadler.

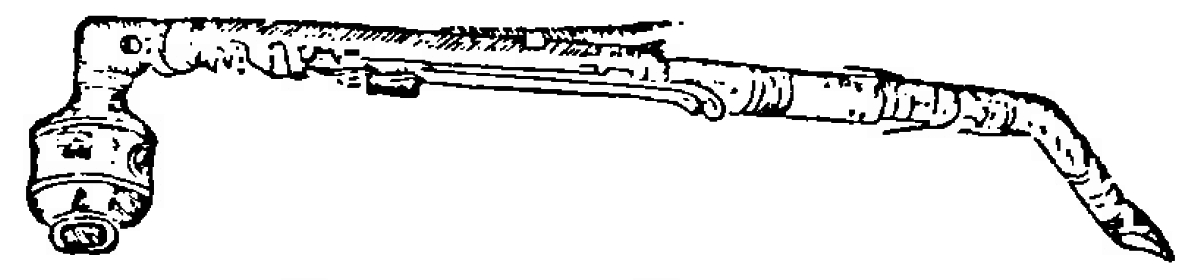
Représentation de la clarinette de basset de Stadler sur un programme de concert (1794).

Franz Xaver Sussmayr, assistant de Mozart, a également écrit un  concerto pour clarinette de basset, dont il ne subsiste que le 1er mouvement.
Le terme « clarinette de basset » était utilisé en 1796, mais peut à l'origine avoir fait référence au cor de basset.

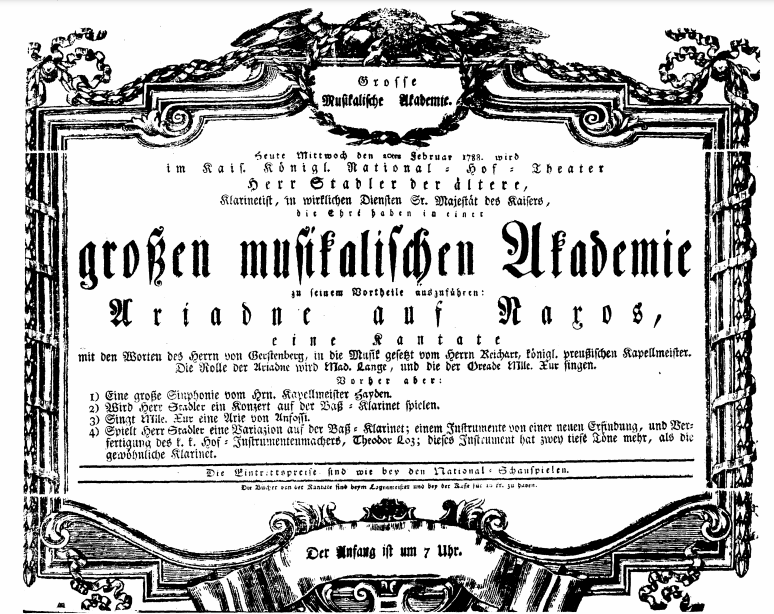
Programme du concert du 20 février 1788 à Vienne : l'une des premières mentions de l'instrument.

Malgré l'enthousiasme de Stadler en faveur de la clarinette de basset, l'instrument n'est pas devenu un élément régulier de l'orchestre. Au cours du XIXe siècle et début du XXe siècle, seules quelques clarinettes de basset ont été fabriquées, uniquement pour des exécutions de pièces de Mozart, et aucune autre musique n'a été écrite pour l'instrument pendant cette période. Cependant, à partir du milieu du XXe siècle, l'intérêt pour l'interprétation sur instruments originaux a amené la renaissance de la clarinette de basset. Quelques compositeurs modernes, parmi eux Bill Sweeney, Harrison Birtwistle, Alan Ray Hacker et Franklin Stover, ont écrit des œuvres employant la clarinette de basset. Le concerto pour clarinette (1988) de Joan Tower est écrit pour être joué soit sur la clarinette de basset, soit sur la clarinette normale. Plusieurs facteurs de clarinettes produisent maintenant des clarinettes de basset, ou des extensions pour le corps inférieur de l'instrument qui permettent de convertir une clarinette standard en une clarinette de basset.

## Le doigté des notes étendues de la clarinette de basset
Les clarinettes de basset en système Boehm de facteurs connus (Buffet Crampon ; Backun Musical Services (en)) sont essentiellement équipées de deux clefs supplémentaires accessibles à l'auriculaire droit (mi , ré), deux clefs au pouce droit (do , do) et éventuellement un renvoi à l'auriculaire gauche d'une ou deux clés (ré, voire mi  ) comme pour la clarinette basse à l'ut grave (standard). Le fabricant canadien Stephen Fox combinent les deux techniques de doigts (le pouce droit et l'auriculaire gauche), voir description et illustration où une option descendant au si grave naturel est proposée.
Dans le cas des instruments historiques ainsi que ceux en système allemand, les notes graves supplémentaires do, do dièse, ré et mi bémol sont uniquement accessibles avec le pouce droit via un système de clefs supplémentaires, de même que dans le cas des instruments en système Boehm fabriqués par des facteurs allemands (par exemple Herbert Wurlitzer, Leitner & Kraus (de)).
Le fabricant allemand Schwenk & Seggelke propose, pour le système Boehm, au choix les deux mécaniques et, en option, une clé supplémentaire (renvoi) pour l'auriculaire gauche pour la note ré grave, qui possède alors deux doigtés.
Le système de clés de basset de chez Gerold Clarinets, Autriche, comprend cinq clefs au pouce droit avec un mécanisme et une ergonomie uniques, dont une clé pour la résonance des mi et fa graves

Le doigté des notes étendues de la clarinette de basset en images
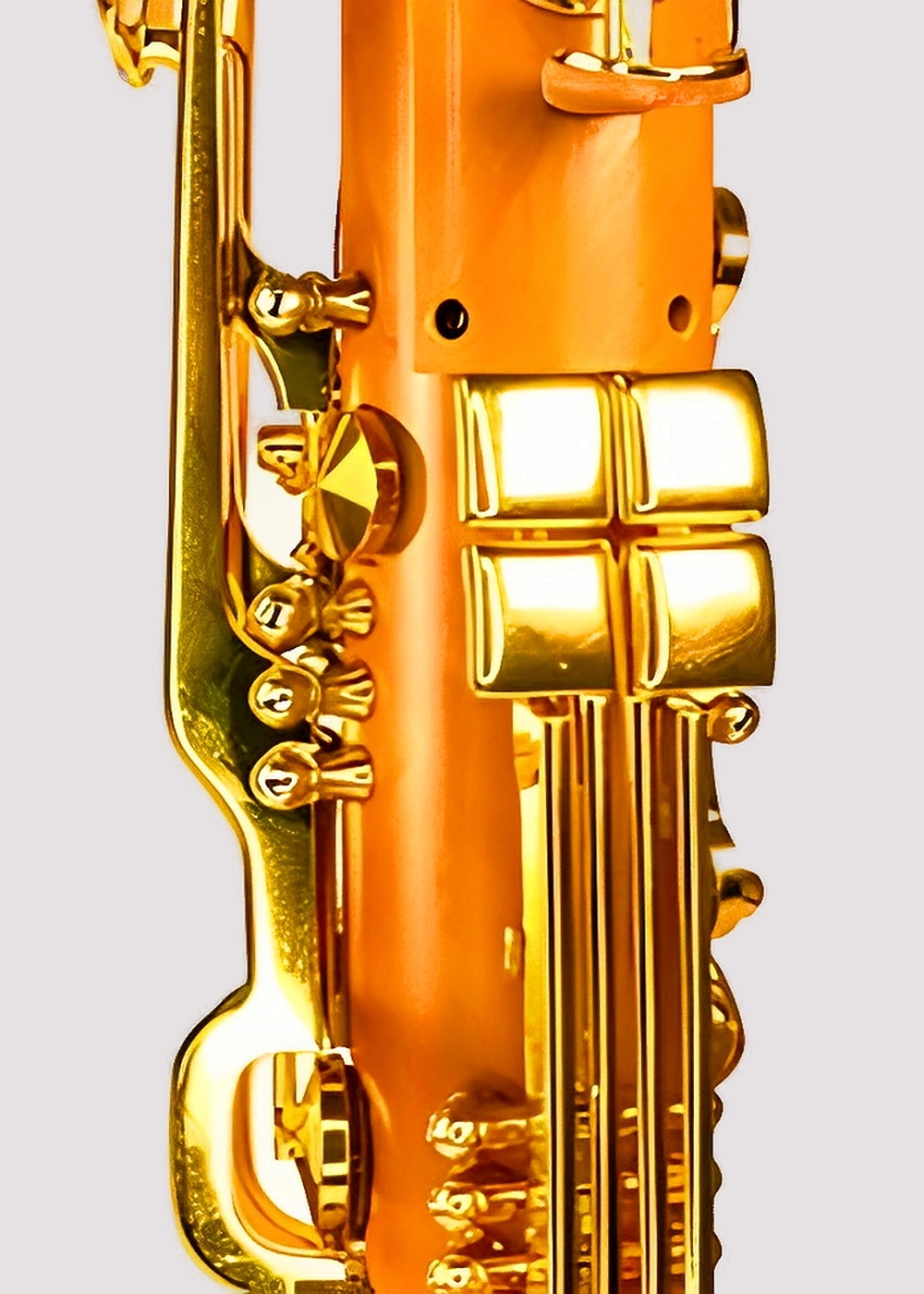
Clarinettes Seggelke. Quatre clés au pouce droit (système Oehler).
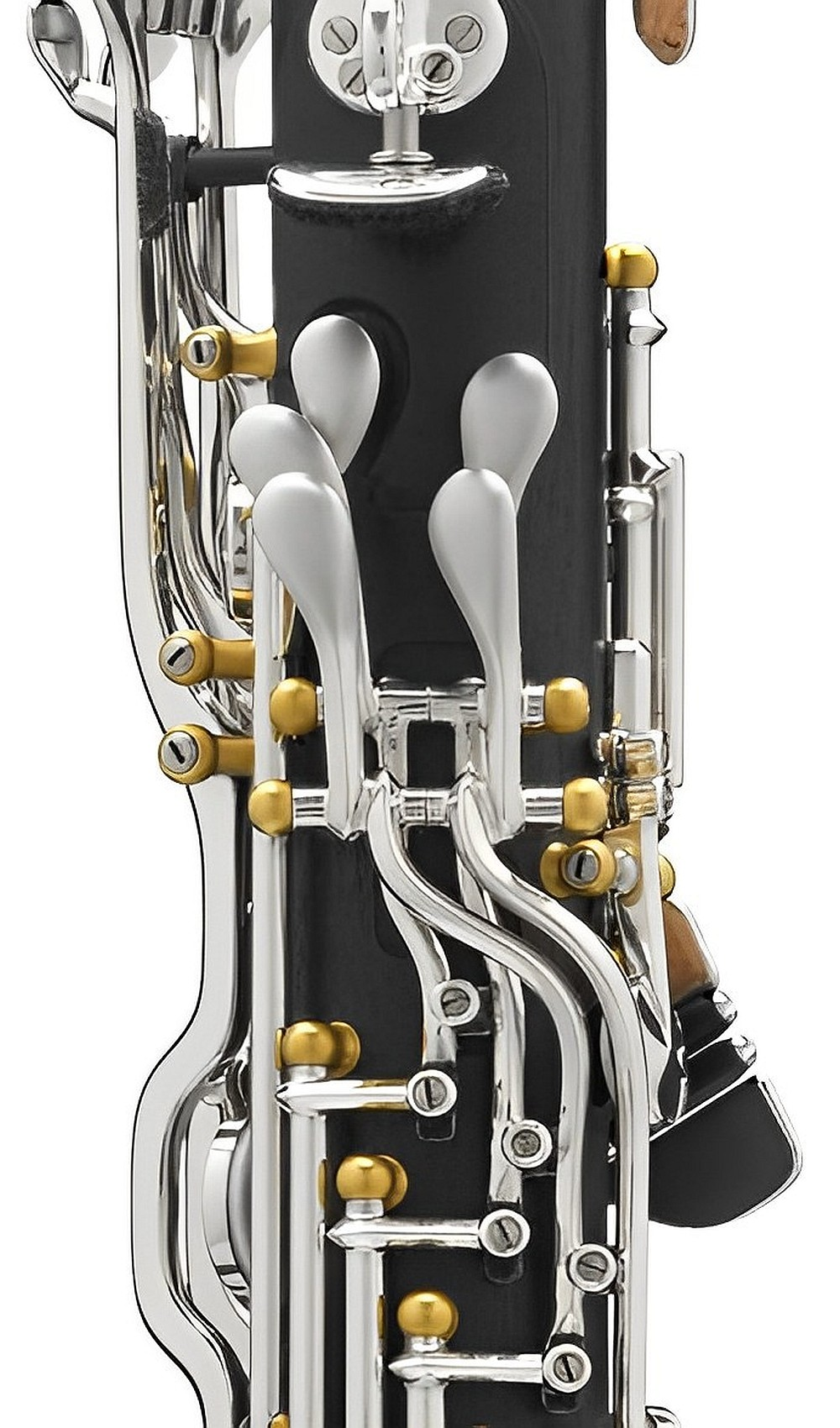
Clarinettes Gerold. Cinq clés au pouce droit (système Oehler).
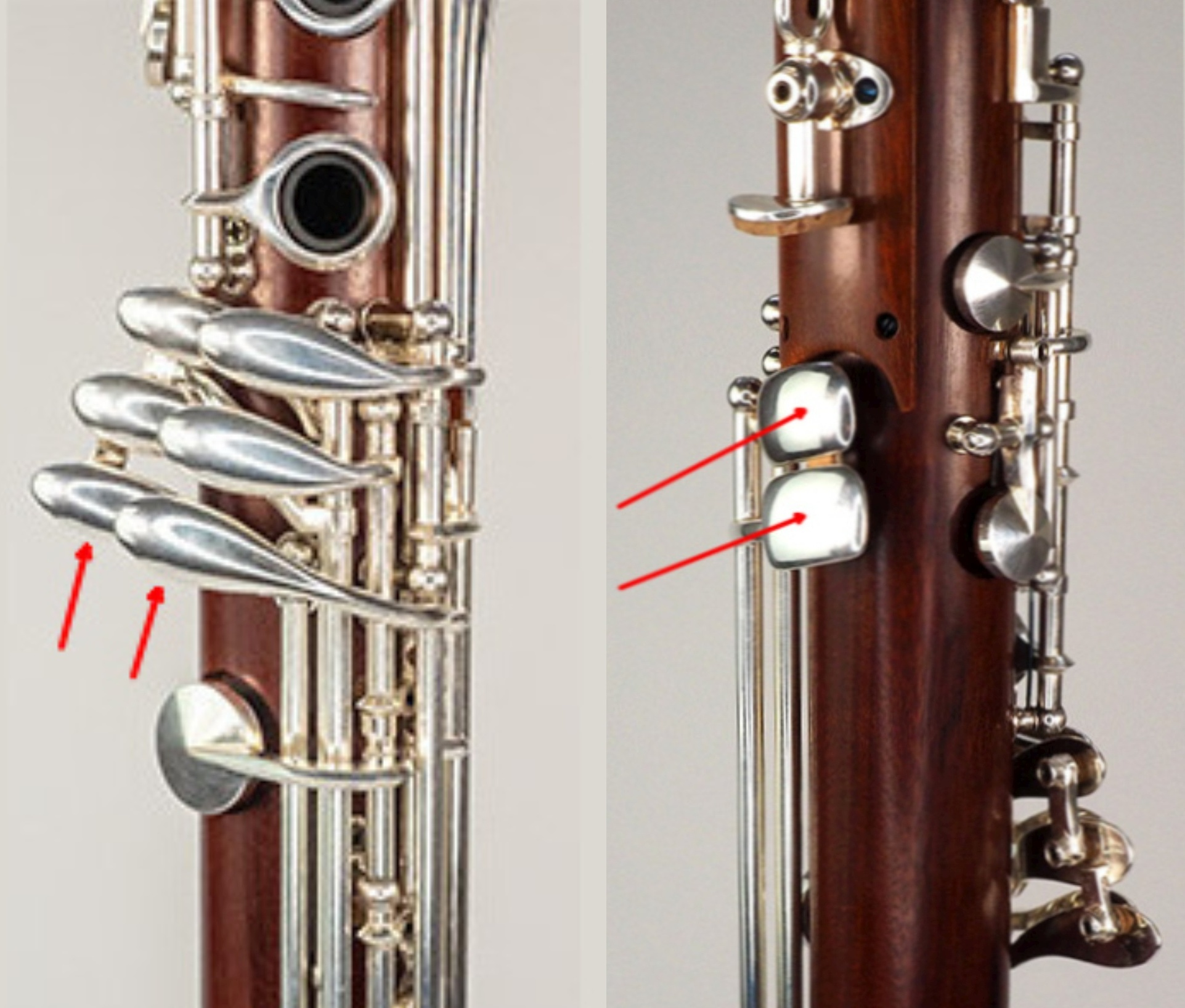
2 clés supplémentaires pour l'auriculaire droit mi /ré et 2 clés do /do au pouce droit (système Boehm, standard)
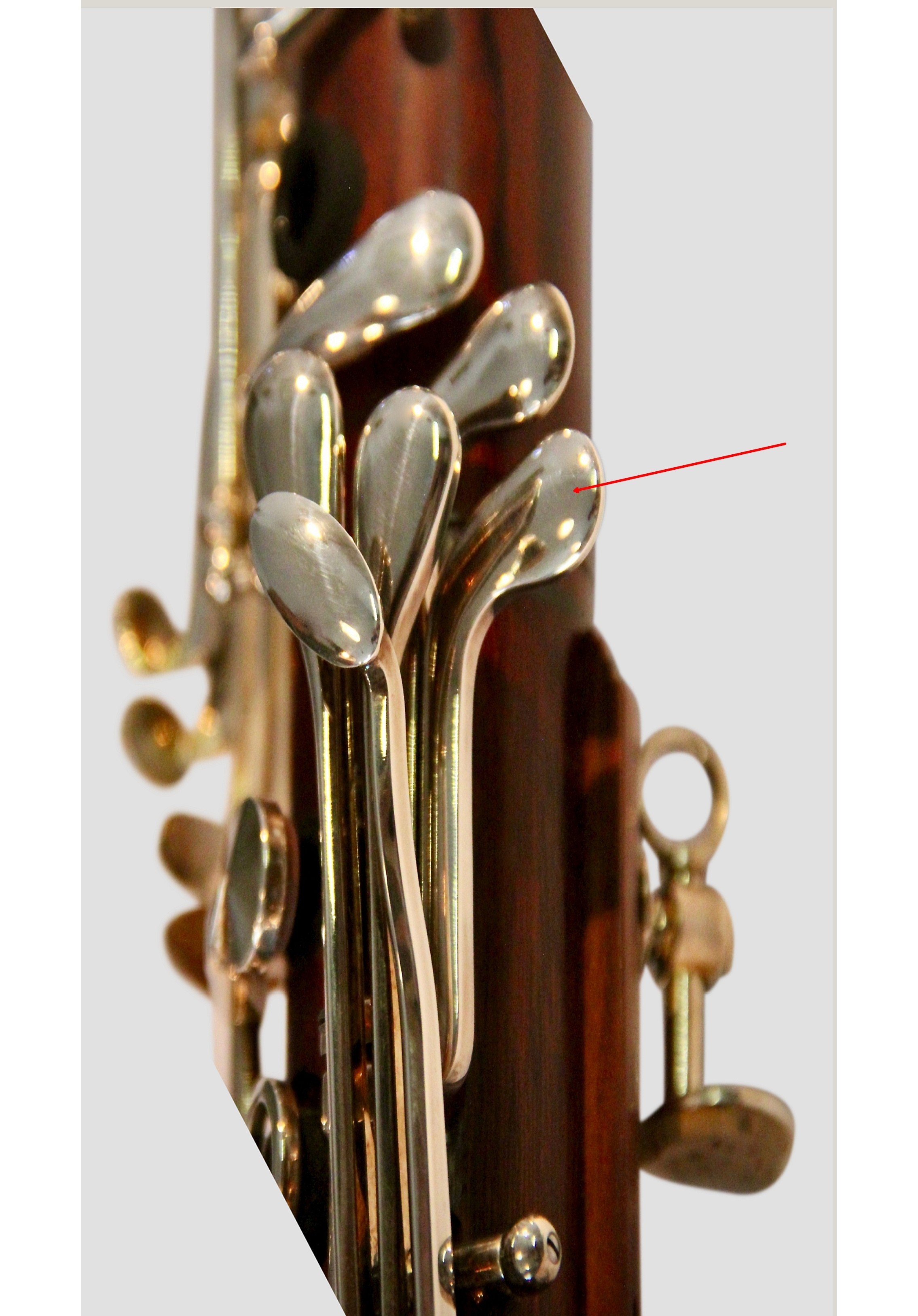
Seggelke. En option une clé de renvoi du ré pour l'auriculaire gauche (système Boehm).

## Interprètes
Parmi les clarinettistes classiques qui ont enregistré des albums en utilisant la clarinette de basset, on trouve Sabine Meyer, Charles Neidich (en) et David Shifrin. Le clarinettiste allemand Theo Jörgensmann joue du free jazz sur une clarinette de basset. La clarinettiste britannique Thea King a enregistré à la fois le Quintette et le Concerto de Mozart sur une clarinette de basset pour Hyperion Records, réunis sur le même CD. Michael Collins, qui a étudié avec Thea King, a enregistré le Concerto de Mozart en jouant une clarinette de basset (Deutsche Grammophon, associé à une transcription pour clarinette du Concerto pour violon de Beethoven). Il était également le soliste accompagné par l'Orchestre symphonique de la Caroline du Nord le 10 avril 2008, lors de la première mondiale de Ornamental Air de Elena Kats-Chernin, une sorte de concerto pour clarinette de basset. Joy Farrall a également enregistré le concerto, le quintette et le trio de Mozart pour clarinette, alto et piano (BMG et Meridian) en jouant une clarinette de basset. Sur instruments d'époque, la clarinettiste anglaise Jane Booth a enregistré le quintette avec le Quatuor Eybler (Analekta, 2010), enregistrement qui a reçu de nombreuses critiques élogieuses (gramophone...). Le clarinettiste australien Richard Haynes joue sur une clarinette de basset d'amour (voir Clarinette d'amour) en sol et commande de nouvelles œuvres solo et de musique de chambre pour cet instrument.